# التطعيم ضد كوفيد-19 في الهند
بدأت الهند إعطاء لقاحات كوفيد-19 في 16 يناير 2021. وبحلول 1 أغسطس 2022، أعطت الهند أكثر من 2.04 مليار جرعة إجمالًا، متضمنةً الجرعات الأولى والثانية والوقائية (المعززة) من اللقاحات المعتمدة حاليًا. تلقى 94% من السكان المؤهلين (12 عامًا أو أكثر) في الهند جرعة واحدة على الأقل، وطُعّم 86%٪ من السكان المؤهلين (12 عامًا أو أكثر) بشكل كامل.
وافقت الهند في البداية على لقاح أكسفورد-أسترازينيكا (الذي صنّعه معهد الهند للأمصال بموجب ترخيص وتحت الاسم التجاري كوفيشيلد) وكوفاكسين (لقاح طُور محليًا من قبل بهارات بيوتيك). ومنذ ذلك الحين انضم إليها سبوتنيك في (المُصنّع من قبل مختبرات دكتور ريدي بموجب ترخيص، مع بدء إنتاج إضافي من قبل معهد الهند للأمصال في سبتمبر) ولقاحات موديرنا وجونسون آند جونسون وزيكوف دي (لقاح طُوّر محليًا من قبل زيدوس كاديلا) وغيرها من اللقاحات المرشحة التي تخضع للتجارب السريرية المحلية.
وفقًا لدراسة أجريت في يونيو 2022 ونُشرت في مجلة ذا لانسيت، فإن التطعيم ضد كوفيد-19 في الهند منع 4.2 مليون حالة وفاة إضافية من 8 ديسمبر 2020 حتى 8 ديسمبر 2021.

## الخلفية والخط الزمني

### المرحلة الأولى، الموافقات المبدئية، إطلاق برنامج التطعيم
صرح وزير الصحة الهندي هارش فاردهان في سبتمبر 2020 أن البلاد تخطط للموافقة على لقاح والبدء في توزيعه بحلول الربع الأول من 2021. كان من المخطط أن يكون أول المستفيدين 30 مليون عامل صحي يتعاملون مباشرة مع مرضى كوفيد.
وافق المراقب العام للأدوية في الهند في 1 يناير 2021 على الاستخدام الطارئ للقاح أكسفورد-أسترازينيكا (الاسم التجاري المحلي «كوفيشيلد»). ومنح المراقب العام أيضًا في 2 يناير تصريحًا مؤقتًا للاستخدام الطارئ للقاح BBV152 (الاسم التجاري «كوفاكسين»)، وهو لقاح محلي طورته بهارات بيوتيك بالتعاون مع المجلس الهندي للأبحاث الطبية والمعهد الوطني الهندي للفيروسات. قوبلت هذه الموافقة ببعض القلق، إذ لم يكن اللقاح قد أكمل المرحلة الثالثة من التجارب السريرية بعد. بسبب هذا الوضع، طُلب من متلقي كوفاكسين التوقيع على استمارة موافقة، في حين اختارت بعض الولايات أن تُحيل كوفاكسين إلى «مخزون عازل» وتوزع كوفيشيلد في المقام الأول.
بدأت الهند برنامج التطعيم في 16 يناير 2021، إذ شغّلت 3006 مركز تطعيم عند البداية. سيقدم كل مركز تطعيم إما كوفيشيلد أو كوفاكسين، دون تقديمهما معًا. طُعّم 165,714 شخصًا في اليوم الأول من التوفر. سببت الصعوبات في رفع قوائم المستفيدين في بعض المواقع حدوث تأخيرات. طُعّم 631,417 شخصًا في الأيام الثلاثة الأولى. من بين هؤلاء، أبلغ 0.18% عن آثار جانبية وأُدخِل تسعة أشخاص (0.002%) إلى المستشفيات للمراقبة والعلاج. خلال الأيام الأولى تلك، كانت هناك مخاوف بشأن انخفاض نسبة الإقبال، بسبب مزيج من المخاوف المتعلقة بسلامة اللقاحات والمشاكل التقنية للبرامج المستخدمة والمعلومات المضللة.
شملت المرحلة الأولى من الطرح العاملين الصحيين والعاملين في الخطوط الأمامية، ومنهم الشرطة والقوات شبه العسكرية وعمال النظافة ومتطوعو إدارة الكوارث. طُعّم 14 مليون عامل في مجال الرعاية الصحية والخطوط الأمامية بحلول 1 مارس، وهو أقل من الهدف الأصلي البالغ 30 مليونًا.

### المرحلة الثانية
شملت المرحلة التالية من طرح اللقاح جميع السكان الذين تزيد أعمارهم عن 60 عامًا والسكان الذين تتراوح أعمارهم بين 45 و60 عامًا الذين يعانون من واحدة أو أكثر من المراضات المشتركة المؤهِلة وأي عاملٍ في مجال الرعاية الصحية أو الخطوط الأمامية لم يتلق جرعة خلال المرحلة الأولى. بدأ التسجيل عبر الإنترنت في 1 مارس عبر تطبيق أروغيا سيتو وموقع كو وين («الفوز على كوفيد-19»). عُلّقت صادرات اللقاحات في مارس 2021 في خضم بدايات موجة ثانية كبيرة من الإصابات في البلاد، وطلبت الحكومة 110 ملايين جرعة من كوفيشيلد من معهد الهند للأمصال. أرادت الشركة إنتاج 100 مليون جرعة شهريًا، ولكن بحلول مايو 2021 بلغت طاقتها الإنتاجية 60-70 مليون جرعة فقط. بعد الانتهاء من تجربته، أصدر المراقب العام للأدوية في الهند تصريحًا قياسيًا للاستخدام الطارئ لكوفاكسين في 11 مارس 2021.
وُسّع نطاق الأهلية اعتبارًا من 1 أبريل ليشمل جميع السكان الذين تزيد أعمارهم عن 45 عامًا. دعا رئيس الوزراء ناريندرا مودي في 8 أبريل إلى تنظيم «مهرجان اللقاح» لمدة أربعة أيام من 11 حتى 14 أبريل، بهدف زيادة وتيرة البرنامج من خلال تطعيم أكبر عدد ممكن من السكان المؤهلين. بحلول نهاية المهرجان، وصلت الهند إلى ما مجموعه أكثر من 111 مليون جرعة لقاح حتى تاريخه.

### المرحلة الثالثة، الموافقة على سبوتنيك في
وافق المراقب العام للأدوية في الهند على لقاح سبوتنيك في الروسي للاستخدام الطارئ في الهند في 12 أبريل. أجريت تجربة المرحلة الثالثة في البلاد في سبتمبر 2020، والتي أظهرت فعالية بنسبة 91.6%. ذكر الموزع المحلي، مختبرات دكتور ريدي، أنها تخطط للحصول على اللقاح في الهند بحلول أواخر مايو 2021.
أُعلن في 19 أبريل أن المرحلة التالية من برنامج التطعيم ستبدأ في 1 مايو، مع توسيع نطاق الأهلية ليشمل جميع السكان الذين تزيد أعمارهم عن 18 عامًا. في إطار المرحلة الثالثة، مُنحت الجهات المعنية أيضًا مزيدًا من المرونة في كيفية إدارتهم لبرنامج التطعيم. وضمن هذه الخطة، لن توزع الحكومة المركزية سوى نصف اللقاحات التي يحصل عليها المختبر المركزي للأدوية من الشركات المصنعة. ستذهب هذه الإمدادات إلى العيادات التي تديرها الحكومة وستُقدم مجانًا للسكان الذين تبلغ أعمارهم 45 عامًا وأكثر وللعمال ذوي الأولوية وستُسحب إلى الولايات بناءً على عوامل مثل عدد الحالات النشطة ومدى سرعتها بإعطاء اللقاحات. سُيعرض الباقي على الولايات على حدة وسيُشترى في السوق المفتوحة (بما في ذلك المستشفيات الخاصة)، والتي ستكون قادرة على خدمة السكان الذين تزيد أعمارهم عن 18 عامًا.
بدأ التسجيل على المرحلة التالية في 28 أبريل؛ سُجل رقم قياسي في يوم واحد إذ سجل ما يقارب 13.3 مليون شخص. نظرًا لمشكلات الإمدادات، أعلن عدد من الولايات، من بينها دلهي وكجرات ومدهيا برديش، أنها ستؤجل طرح اللقاحات على نطاق أوسع إلى وقت لاحق من الشهر.
وصلت الشحنة الأولية المكونة من 150,000 جرعة من سبوتنيك في في 1 مايو، وبدأ إعطاؤها في 14 مايو. من المتوقع وصول نحو 156 مليون جرعة بين أغسطس وديسمبر. سيجري الحصول على الجرعات من روسيا في البداية، ولكن من المتوقع أن يبدأ الإنتاج المحلي بحلول أغسطس 2021.
وافق المراقب العام للأدوية في الهند في 13 مايو على تجارب المرحلتين الثانية والثالثة من كوفاكسين على الأطفال بين 2 حتى 18 عامًا. توقع مسؤولو الصحة في 14 مايو أنه بناءً على الموافقة المتوقعة على خيارات لقاح إضافية، يمكن أن يصل ما لا يقل عن 2.17 مليار جرعة لقاح إضافية من أغسطس حتى ديسمبر 2021. تجاوزت الهند في 25 مايو 200 مليون جرعة لقاح مُعطاة بالإجمال. طلبت وزارة الصحة ورعاية الأسرة مسبقًا في 3 يونيو 300 مليون جرعة من لقاح رابع محتمل، كوربيفاكس، الذي يخضع للمرحلة الثالثة من التجارب السريرية.
سمحت الحكومة النقابية في 23 مايو بالتسجيل المباشر لتلقي التطعيم في جميع أنحاء البلد. إذ يقوم العامل الصحي في مركز التطعيم بتسجيل المتلقي ضمن قاعدة بيانات كو وين للتطعيم. زعمت الحكومة في إقرار رسمي إلى المحكمة العليا أنه اعتبارًا من 23 يونيو أُعطي نحو 78% من اللقاحات عن طريق التسجيل المباشر.